# リヨン風サラダ
リヨン風サラダ（フランス語: Salade lyonnaise）は、フランス・リヨンの名物料理、郷土料理であるサラダ料理。サラダ・リヨネーズとも呼ばれる。
必須材料の決まり事ははっきりしていないが、一般的にはポーチドエッグ、ベーコン、砂肝、クルトンが加わるのが特徴である。リヨンではサラダ用タンポポが使われることも多いが、必須材料ではない。